# Asplenium hemitomum
Asplenium hemitomum är en svartbräkenväxtart som beskrevs av Georg Hans Emmo Wolfgang Hieronymus. Asplenium hemitomum ingår i släktet Asplenium och familjen Aspleniaceae. Inga underarter finns listade.